# Damas de Blanco
Les Damas de Blanco és un moviment opositor cubà que reuneix a esposes i altres familiars de presos polítics del seu país.
El moviment va sorgir l'any 2003 agrupant a les esposes i mares de les 75 persones que al març del mateix any van ser condemnades a penes de fins a 28 anys de presó per "atemptar contra l'Estat" i "soscavar els principis de la Revolució cubana", entre altres acusacions judicials. La seva figura més emblemàtica va ésser Laura Pollán, que va morir el 14 d'octubre de 2011.

## Objectiu
El seu objectiu és denunciar l'existència d'"activistes democràtics presos pel simple fet de ser dissidents de la dictadura de Fidel Castro"; per contra, els seus crítics afirmen que són només un "instrument polític dels Estats Units d'Amèrica" i que els presos estan empresonats "per espionatge i connexions provades amb la CIA després d'haver tingut un procés judicial".
Realitzen concentracions pacífiques en defensa dels drets dels presos polítics a l'illa, duent a les seves mans retrats dels seus familiars empresonats i vestides de blanc en al·lusió a les Madres de la Plaza de Mayo de l'Argentina, havent assistit a missa abans de la concentració.

## Reconeixements
L'abril de 2004 el Parlament Europeu va aprovar una resolució en suport als "presos polítics", sol·licitant el seu alliberament i declarant que el seu arrest "vulnera els més elementals dels drets humans, especialment la llibertat d'expressió i d'associació política". El text reclama a més al govern cubà "senyals significatius en el camí cap a un respecte ple de les llibertats fonamentals, especialment, la llibertat d'expressió i d'associació política".
El Consell de Ministres de la Unió Europea també va realitzar una declaració pública definint les accions cubanes referent a això com "deplorables". Així mateix el moviment va rebre el Premi Sàkharov per la Llibertat de Consciència atorgat pel Parlament Europeu l'any 2005 distingint la seva tasca en l'àrea dels drets humans, encara que no van poder assistir a la cerimònia de lliurament al denegar-los el govern cubà la sortida del país a totes les representants. Al febrer de 2006 el Parlament Europeu va aprovar una resolució de suport a les Damas de Blanco.
També han estat guardonades amb el premi Llibertat Pedro Luis Boitel del 2005. A l'octubre de 2006 els va ser atorgat el premi de Human Rights First, una ONG amb seu a la ciutat de Nova York.

## Crítiques
Les Damas de Blanco han rebut dures crítiques per part de les Madres de la Plaza de Mayo. Hebe de Bonafini, presidenta d'una de les associacions que aglutinen aquest moviment argentí, va afirmar a l'Havana: "El nostre mocador blanc simbolitza la vida mentre que aquestes dones de les quals vostè em parla representen la mort" i que "Aquestes dones defensen el terrorisme dels Estats Units". A més han rebut diversos actes de repudi per part de la Federació de Dones Cubanes, organització de masses oficialista del govern cubà que agrupa a bona part de les dones de l'illa i que responen a la ideologia oficial. Els partidaris del règim cubà han denunciat manipulacions mediàtiques en relació no només amb el motiu de l'empresonament dels parents de les Damas de Blanco, sinó també al seu nombre i importància real.